# Heterophyllium helvaticum
Heterophyllium helvaticum là một loài rêu trong họ Sematophyllaceae. Loài này được (L.) ex Börner mô tả khoa học đầu tiên năm 1912.